# Theridion nodiferum
Theridion nodiferum là một loài nhện trong họ Theridiidae.
Loài này thuộc chi Theridion. Theridion nodiferum được Eugène Simon miêu tả năm 1895.